# جعفر مدرس صادقي
جعفر مدرس صادقي (بالفارسية: جعفر مدرس صادقی) (مواليد 19 مايو 1954) روائي إيراني. ولد في أصفهان وانتقل إلى طهران في عام [1972]،حين كان يدرس في كليه الآداب واللغات الأجنبية في طهران، وبدأ العمل كصحفي في بعض الصحف اليومية والمجلات الأدبية، وعمل في كتابة التقارير والاستعراضات الاسبوعية والاعمدة. أول قصة قصيرة نشرت له في جريده أدبية شهريه باسم روداكي باللغة الفارسية رودكي تدور حول قصص الأطفال العراقيين، نشر أول رواية بالتزامن مع اندلاع الحرب العراقية الايرانية وسط تجاهل النقاد والجمهور.

## بداية الكتابة
بدأت شهرته بعد نشر الرواية الثانية غافخوني (النهر في النهاية)، الصادرة في 1983، والتي لاقت نجاحًا واسعًا وترجمت الي الانجليزية عام 1996، وقد حصلت على جائزة واحدة من أفضل روايات في عصر ما بعد الثورة في 1998. كما تم تصويرها كفيلم للمخرج بهروز افخامي ببطولة علي غمرون واحد في عام 2003. وعُرض في المهرجان السينماءي الدولي ومهرجان ايار / مايو 2004، ثم في عام 2004 فانكوفر الدولي السينمائية وبعض المنظمات الدولية ومهرجانات الأفلام في آسيا.

## أبرز المؤلفات

### قصص قصيرة
- 1977 باتشيها بازي نيميكوناند (الأطفال لا يلعبون)
- (لوط الآخر وقصص أخرى) 1991
- اثنا عشر قصة
- (البحر، الإجازة والإفراج)
- (الجانب الآخر من الشارع)
- (شيء لم حصل)

### روايات
- 1980 مسرحية
- سفاري كسرة (رحلة كسرة) 1989
- Balone Mahta (بالون مهتا)1990
- ناكوجا آباد (Nowhere-ville)
- 1991 Kalleye Asb (رأس الحصان)
- (عريضة) 1999
- (سأستمر حتى الفجر)2005